# Richard Norman Shaw

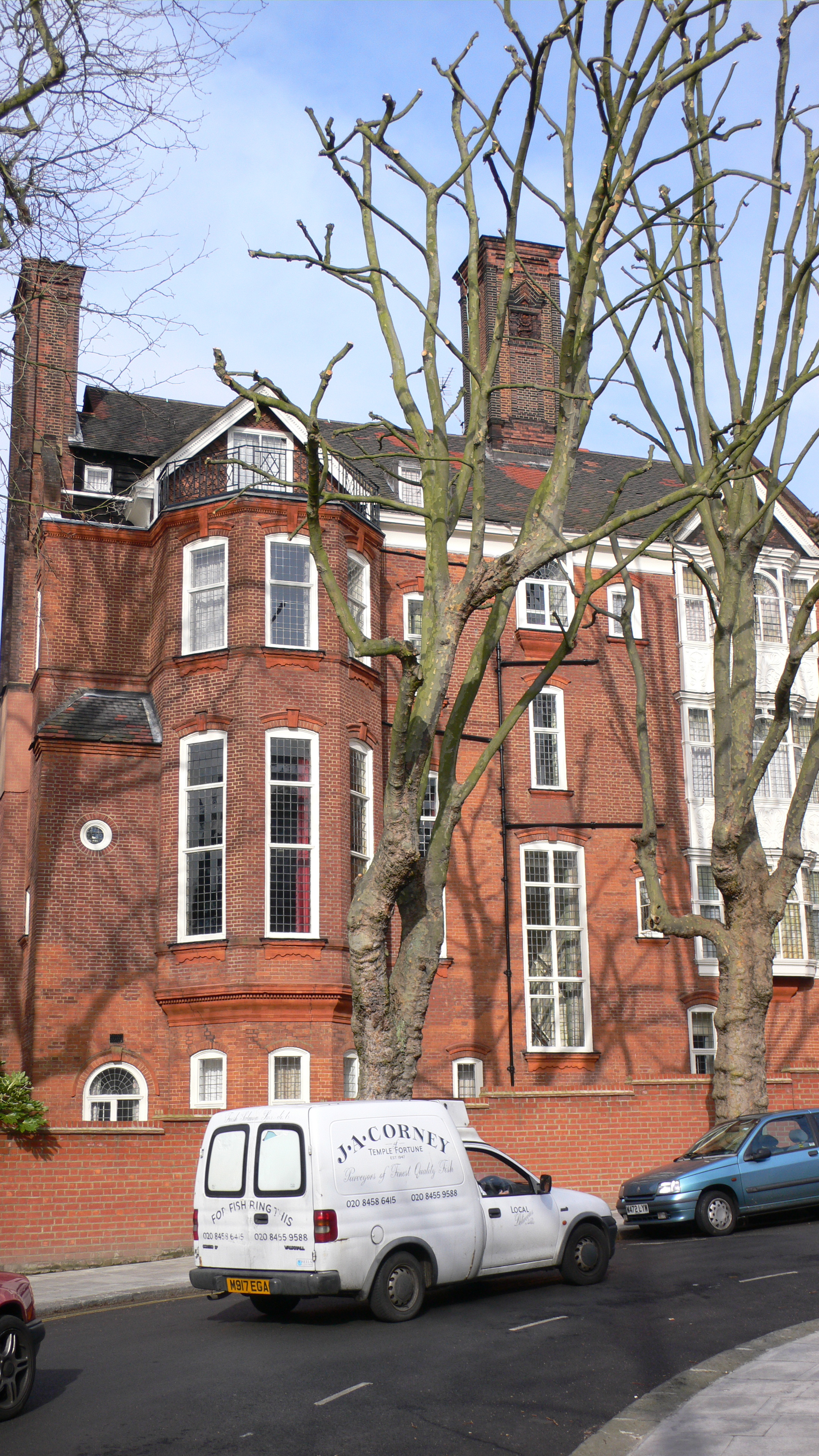
6 Ellerdale Road.

Richard Norman Shaw, född 7 maj 1831 i Edinburgh, död 17 november 1912 i London, brittisk arkitekt.
Shaw var en av de viktigaste och mest inflytelserika arkitekterna i England under 1800-talets tre sista decennier. Han arbetade i olika stilar, först i nygotik, senare Queen Anne, och slutligen som klassicist.

## Några byggnader
- New Zealand Chambers, Leadenhall Street, London, c1870–80
- Lowther Lodge, Kensington, London ,1873–1875
- 6 Ellerdale Road, (eget hus) Hampstead, London
- Old Swan House, 17 Chelsea Embankment, London, 1875–1877
- Bedford Park, London, den första trädgårdsstaden
- Albert Hall Mansions, Kensington Gore, London, England, 1879–1886
- Adcote, Little Ness, Shropshire, 1876–1881
- New Scotland Yard, Thames Embankment, London, 1887–1900
- Albion House, James Street, Liverpool, 1896–1898
- Piccadilly Hotel, Piccadilly Circus, London, England, 1905–1908